# Zacharias Topelius
Zacharias Topelius (ur. 14 stycznia 1818, zm. 12 marca 1898 w Sipoo) – fiński pisarz, którego językiem ojczystym był szwedzki.

## Życiorys
Był przedstawicielem późnego romantyzmu. W jego bogatej i różnorodnej twórczości największa popularność zdobyła liryka patriotyczna (Ljunglommor 1845-54) umacniająca fińską świadomość narodową oraz utwory dla dzieci. Był też twórcą fińskiej prozy historycznej nawiązującej do dzieł Waltera Scotta i Wiktora Hugo. Pisał również dramaty i psalmy.